# The Curse of Frankenstein
The Curse of Frankenstein is een Britse horrorfilm van Terence Fisher die uitgebracht werd in 1957.
Het scenario is losjes gebaseerd op de roman Frankenstein (1818) van Mary Shelley.
The Curse of Frankenstein was de eerste horrorfilm in kleur van Hammer Film Productions. In de Verenigde Staten was de film de op vier na meest succesrijke film aan de kassa. Dankzij het enorme wereldwijde succes werden er nog 6 vervolgfilms uitgebracht.

## Verhaal
De film is één lange flashback waarin dokter Victor Frankenstein, in de gevangenis opgesloten, zijn levensverhaal vertelt aan de aalmoezenier die hem moet bijstaan aan de vooravond van zijn terechtstelling.
Dokter Frankenstein leeft in een Zwitsers bergdorpje. Al tijdens zijn studies blijkt hij heel intelligent te zijn, hij is vooral geobsedeerd door het idee van het creëren van leven. Samen met zijn vriend, dokter Paul Krempe, ontwikkelt hij een theorie. Op een dag slagen ze erin een dood hondje opnieuw tot leven te wekken.
Aangemoedigd door dit succes zet Frankenstein zijn experimenten voort. Hij deinst er niet voor terug lijken te roven op het kerkhof om te proberen een levend wezen te creëren uit meerdere stukken dood weefsel. Daartoe gebruikt hij het lichaam van een dief, de handen van een beeldhouwer en de hersenen van een geleerde. Krempe is al een tijdje niet meer akkoord met de praktijken van Frankenstein.
Wanneer het lichaam tot leven komt loopt de situatie al gauw uit de hand. Krempe smeekt Frankenstein nog het creatuur neer te schieten maar Frankenstein is zo bezeten van zijn schepping dat hij niet langer voor rede vatbaar is. Wat later slaagt het monster erin te ontsnappen.

## Rolverdeling
| Acteur          | Personage                     |
| --------------- | ----------------------------- |
| Peter Cushing   | baron Victor von Frankenstein |
| Christopher Lee | het monster                   |
| Hazel Court     | Elizabeth                     |
| Robert Urquhart | dokter Paul Krempe            |
| Valerie Gaunt   | Justine                       |
| Noel Hood       | tante Sophia                  |
| Melvyn Hayes    | de jonge Victor               |
| Paul Hardtmuth  | professor Bernstein           |